# 베드퍼드공작밭쥐속
베드퍼드공작밭쥐속(Proedromys)은 비단털쥐과에 속하는 설치류 속의 하나이다. 2종을 포함하고 있다.

## 하위 종
- 베드퍼드공작밭쥐 (Proedromys bedfordi)
- 량산산악밭쥐 (Proedromys liangshanensis)